# Tweede Kamerverkiezingen 2021/Kandidatenlijst/Partij van de Eenheid
Dit is de kandidatenlijst voor de Tweede Kamerverkiezingen van 2021 van de Partij van de Eenheid zoals die op 5 februari 2021 is vastgesteld door de Kiesraad.

## De lijst
1. Arnoud van Doorn, 's-Gravenhage - 617 voorkeurstemmen
2. Zeliha Gundem-Sen, Almelo - 33
3. Jolisa Brouwer, Waalre - 15
4. Daniyal Baksh, Almere - 9
5. Mejdi Dakhlaoui, Best - 33
6. Judith Kraak, Capelle aan den IJssel - 4
7. Liesbeth Hofman, 's-Gravenhage - 19
8. Laila Akka, Assendelft - 17
9. Nancy Reijnhout, Best - 21
10. Sener Aslan, 's-Gravenhage - 36

VVD · PVV · CDA · D66 · GroenLinks · SP · PvdA · ChristenUnie · Partij voor de Dieren · 50PLUS · SGP · DENK · FVD · BIJ1 · JA21 · Code Oranje · Volt · NIDA · Piratenpartij · LP · JONG · Splinter · BBB · NLBeter · LHK · OPRECHT · JEZUS LEEFT · TROTS · UCF · Lijst 30 · PvdE · DFP · VSN · WZNL · Modern Nederland · De Groenen · PvdR